# 厄俄斯冰川
77°28′S 162°11′E / 77.467°S 162.183°E
厄俄斯冰川（Eos Glacier），是南極洲的冰川，位於維多利亞地的斯科特海岸，處於奧林匹斯山脈東部，全長1.1公里，流經佩琉斯山和忒修斯山，以古希臘神話的厄俄斯命名，現時由南極條約體系管理。